# Tenure of Office Act
Der Tenure of Office Act von 1867 war ein US-amerikanisches Bundesgesetz, das die Entlassung von Ministern aus dem Kabinett regelte. Bekanntheit erlangte es insbesondere durch das Amtsenthebungsverfahren gegen den Präsidenten Andrew Johnson, dem vorgeworfen wurde, es verletzt zu haben. Im Jahre 1887 hob der Kongress das Gesetz wieder auf. Später, im Jahr 1926, erklärte der Oberste Gerichtshof ein dem Tenure of Office Act ähnliches Gesetz, das aber nicht Kabinettsposten betraf, für ungültig.

## Geschichte

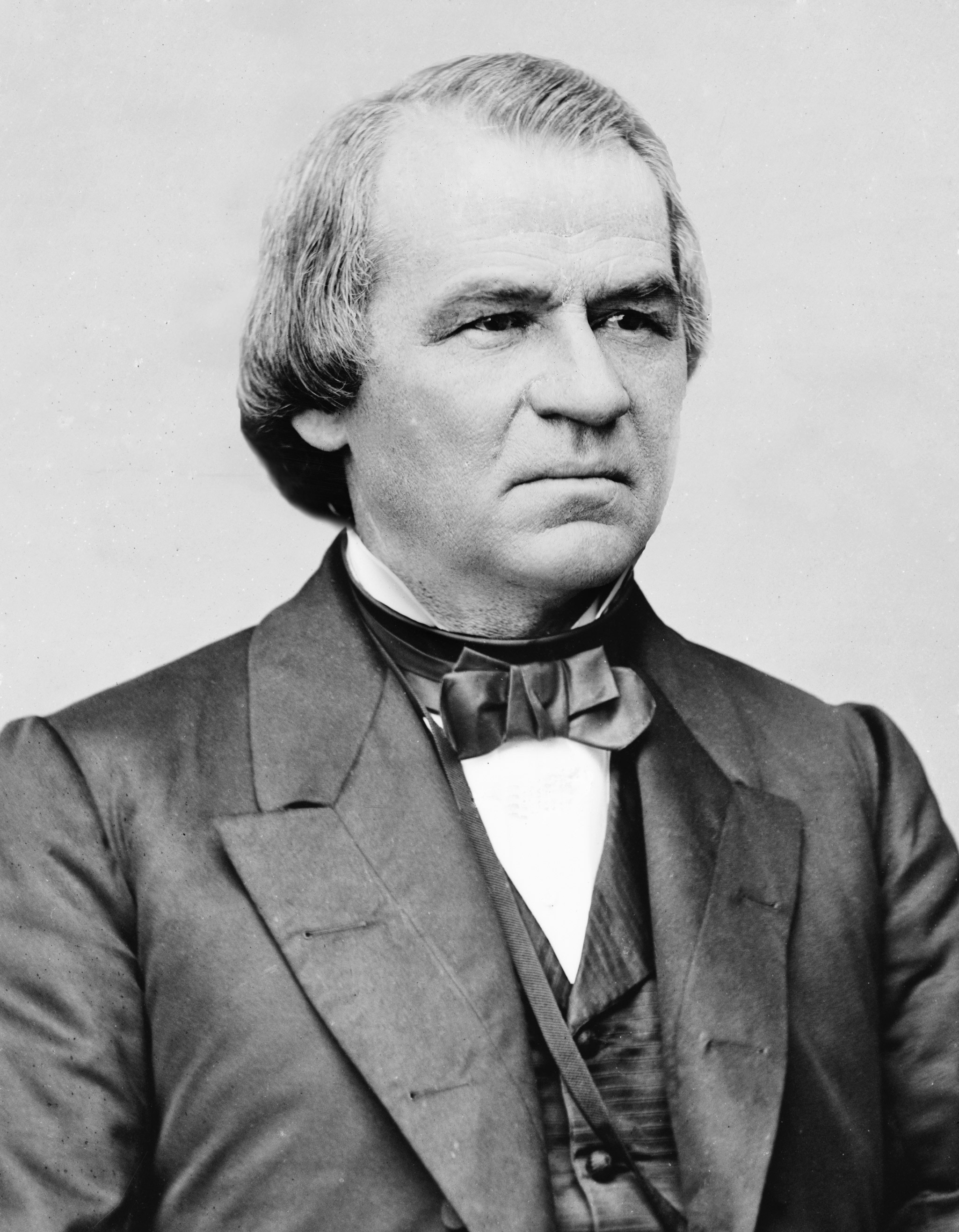
Andrew Johnson

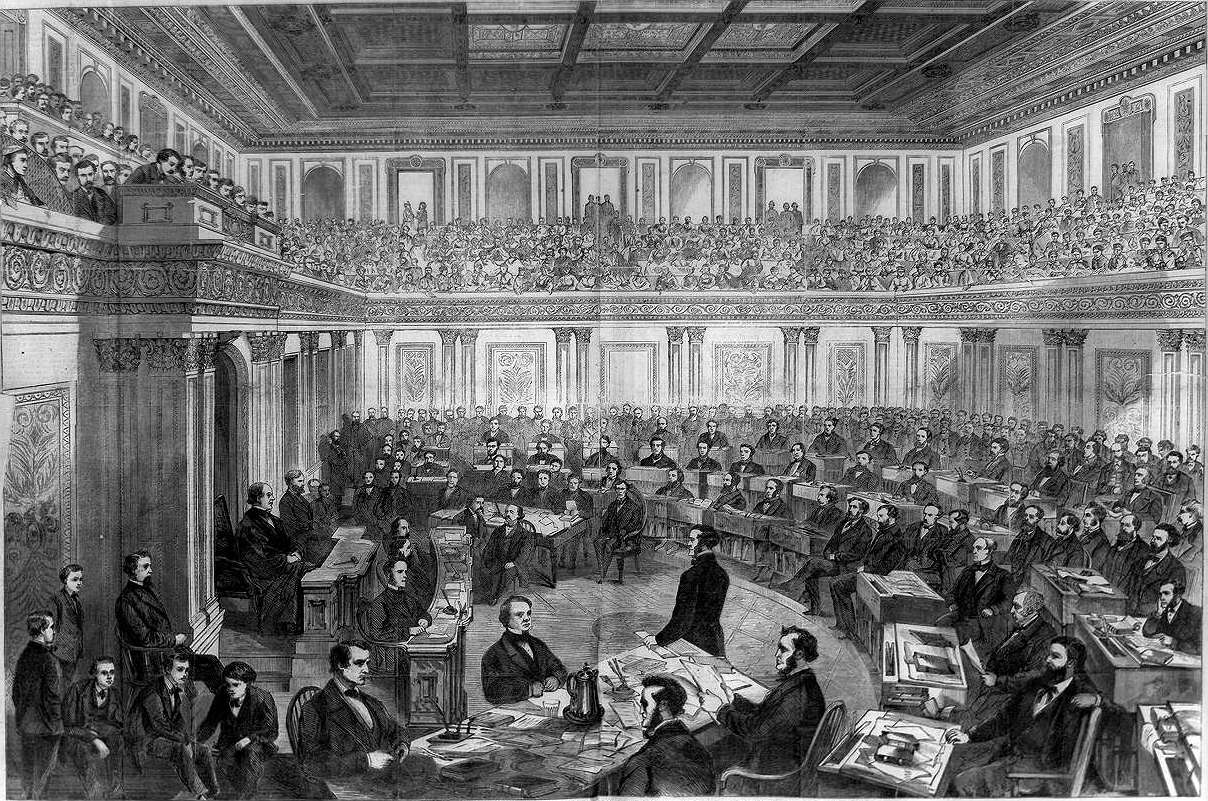
Der US-Senat während des Amtsenthebungsverfahrens gegen Andrew Johnson (1868)

Der Tenure of Office Act wurde im Jahre 1867 zunächst durch den US-Kongress verabschiedet, wogegen Präsident Andrew Johnson sein Veto einlegte. Sein Widerspruch gegen das Gesetz konnte jedoch sowohl in Senat als auch Repräsentantenhaus mit den erforderlichen Zweidrittelmehrheiten überstimmt werden. Seit der Demokrat Johnson im April 1865 das Amt des ermordeten Abraham Lincoln übernommen hatte, dessen Vizepräsident er gewesen war, war es zwischen ihm und dem republikanisch dominierten Kongress zu erheblichen Spannungen in Bezug auf die Politik nach dem Sezessionskrieg (1861–1865) gekommen (Reconstruction). Das erlassene Gesetz sah vor, dass der Präsident künftig zur Entlassung von Ministern die Zustimmung des Senats benötigte. Bislang hatte lediglich die Berufung zum Minister einer Senatsbestätigung bedurft. Der neu erlassene Tenure of Office Act machte es dem Präsidenten sogar unmöglich, einen Minister zu entlassen, solange der Kongress nicht tagte. (Damals tagte die US-amerikanische Legislative deutlich seltener als heute.)
Als es im August 1867, der Senat tagte nicht, zwischen Johnson und seinem Kriegsminister Edwin Stanton zu beträchtlichen Meinungsverschiedenheiten kam, beschloss Johnson, den Minister vom Amt zu suspendieren. Als der Senat im Januar 1868 zum nächsten Mal zusammentrat, verweigerte dieser die Zustimmung zur Entlassung des Kriegsministers. Präsident Johnson setzte sich jedoch darüber hinweg und versuchte, einen neuen Minister zu ernennen. Kongressmitglieder, die Johnsons Reconstruction-Politik bekämpften, erkannten ihre Chance, den unliebsamen Staatschef mittels eines Amtsenthebungsverfahrens wegen Verletzung des Tenure of Office Act abzusetzen. Da eine einfache Abwahl des Präsidenten durch den Kongress nicht möglich ist (bspw. durch ein Misstrauensvotum), schien Amtsenthebung die einzige Möglichkeit, den Präsidenten vor Ablauf seiner Amtsperiode aus dem Amt zu entfernen. Nach dem dreimonatigen Verfahren, bei dem auch noch weitere Vorwürfe gegen Johnson laut geworden waren, konnte dieser aber der Amtsenthebung knapp entgehen. Im Senat verfehlten die Gegner des Präsidenten die erforderliche Zweidrittelmehrheit mit einem einzigen Votum. Allerdings war auch bereits zu jener Zeit rechtlich umstritten, ob Kriegsminister Stanton überhaupt unter das Gesetz fallen würde, da seine Berufung noch durch Präsident Lincoln erfolgte, lange bevor der Tenure of Office Act in Kraft trat.
Stanton trat im Mai 1868 von seinem Kabinettsposten zurück und Johnson schied im März 1869 aus dem Amt, nachdem ihn seine Partei, die Demokraten, für die Wahl 1868 nicht als Kandidaten zur Wiederwahl nominiert hatte.

## Aufhebung und weitere Geschichte
Im Jahr 1887 widerrief der Kongress den Tenure of Office Act, womit dieser außer Kraft gesetzt wurde. Im Jahr 1926 erklärte der Oberste Gerichtshof der Vereinigten Staaten ein ähnliches Gesetz, das hohe Beamte betraf, für verfassungswidrig. Wie die Richter im Fall Myers v. United States feststellten, benötigt der Präsident die Zustimmung des US-Senats zwar für deren Ernennung, allerdings nicht für deren Entlassung.